# Ariteus flavescens
Genre
Espèce
Statut de conservation UICN

 LC  : Préoccupation mineure
Ariteus flavescens est une espèce de chauve-souris de la famille des Phyllostomidae qui est endémique de Jamaïque. C'est le seul représentant du genre Ariteus.

## Liens externes

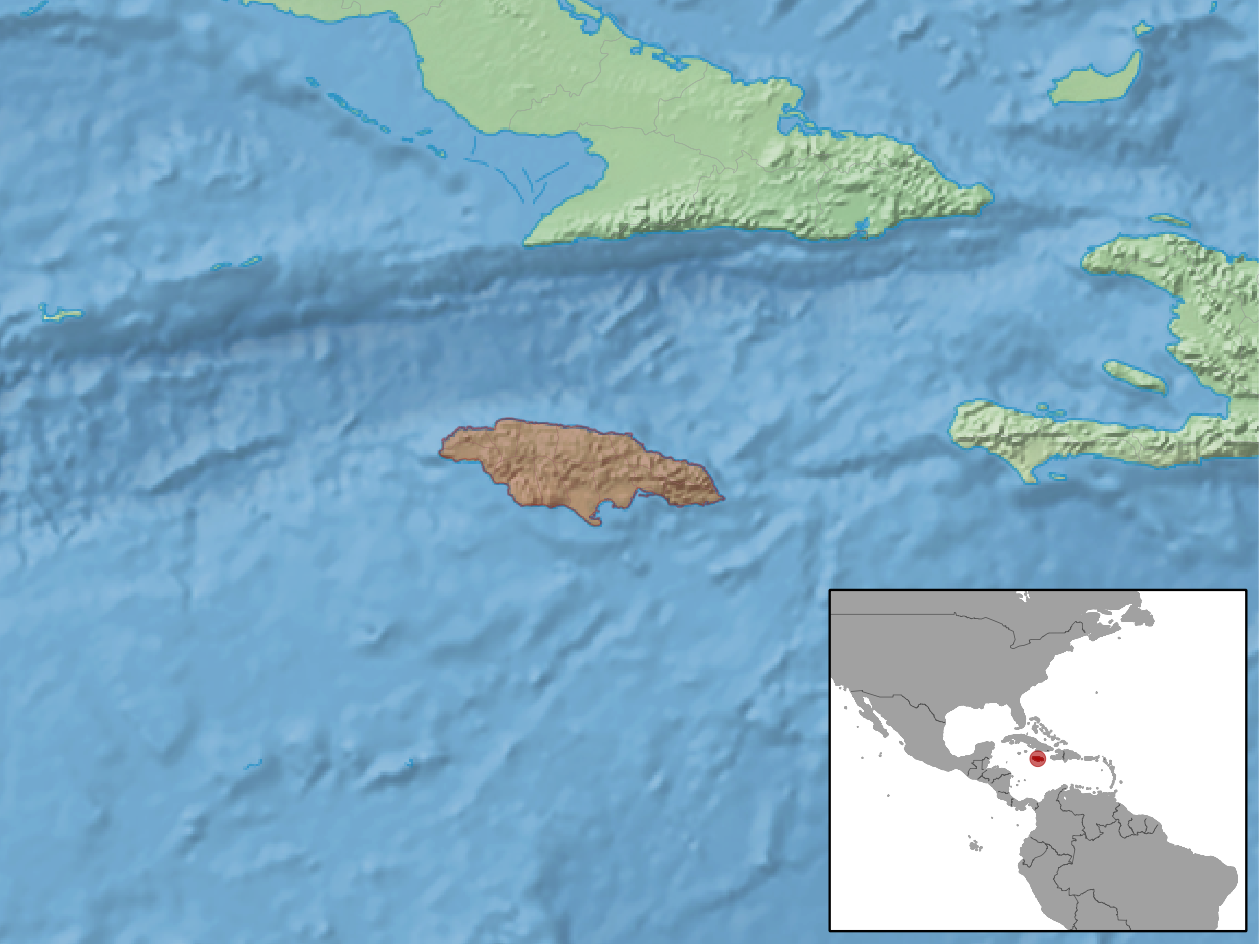
Répartition de l'espèce.